# Peneo (fiume del Peloponneso)
Il Peneo (in greco Πηνειός Pēneiòs) è un fiume del Peloponneso, Grecia, lungo 70 km. Probabilmente non ebbe un nome prima della caratterizzazione mitologica del dio Peneo. Nasce dal Monte Erimanto (Olonos), e sfocia in una baia, a sud-ovest di Gastouni, facente parte del Mare Ionio. Il fiume scorre attraverso la parte sud della piana di Ilia.